# Distretto di Charef
Il distretto di Charef è un distretto della provincia di Djelfa, in Algeria, con capoluogo Charef.

## Comuni
Il distretto di Charef comprende 3 comuni:
- Charef
- El Guedid
- Benyagoub